# Olympische Sommerspiele 2016/Teilnehmer (Zypern)
| Gelbes Symbol für Goldmedaillen mit stilisierten Olympischen Ringen | Graues Symbol für Silbermedaillen mit stilisierten Olympischen Ringen | Braundes Symbol für Bronzemedaillen mit stilisierten Olympischen Ringen |
| ------------------------------------------------------------------- | --------------------------------------------------------------------- | ----------------------------------------------------------------------- |
| —                                                                   | —                                                                     | —                                                                       |

Zypern nahm an den Olympischen Spielen 2016 in Rio de Janeiro teil. Es war die insgesamt 10. Teilnahme an Olympischen Sommerspielen. Das Zyprische Olympische Komitee nominierte 16 Athleten in sieben Sportarten.

## Teilnehmer nach Sportarten

### Gewichtheben
| Athleten           | Wettbewerb       | Reißen  | Reißen | Stoßen  | Stoßen | Zweikampf | Zweikampf | Rang |
| Athleten           | Wettbewerb       | Gewicht | Rang   | Gewicht | Rang   | Gewicht   | Rang      | Rang |
| ------------------ | ---------------- | ------- | ------ | ------- | ------ | --------- | --------- | ---- |
| Männer             |                  |         |        |         |        |           |           |      |
| Andonis Martasidis | Klasse bis 85 kg | DNS     | DNS    | DNS     | DNS    | DNS       | DNS       | DNS  |

Da eine positive Probe Martasidis bereits im Vorfeld der Spiele als Dopingsünder entlarvte, wurde er gesperrt.

### Leichtathletik
Laufen und Gehen 
| Athleten           | Wettbewerb   | Runde 1 | Runde 1 | Halbfinale    | Halbfinale    | Finale        | Finale        | Rang |
| Athleten           | Wettbewerb   | Zeit    | Rang    | Zeit          | Rang          | Zeit          | Rang          | Rang |
| ------------------ | ------------ | ------- | ------- | ------------- | ------------- | ------------- | ------------- | ---- |
| Frauen             |              |         |         |               |               |               |               |      |
| Ramona Papaioannou | 100 m        | 11,61 s | 45      | ausgeschieden | ausgeschieden | ausgeschieden | ausgeschieden | 45   |
| Eleni Artymata     | 200 m        | 23,27 s | 39      | ausgeschieden | ausgeschieden | ausgeschieden | ausgeschieden | 39   |
| Ramona Papaioannou | 200 m        | 23,10 s | 35      | ausgeschieden | ausgeschieden | ausgeschieden | ausgeschieden | 35   |
| Männer             |              |         |         |               |               |               |               |      |
| Milan Traikovits   | 110 m Hürden | 13,59 s | 16      | 13,31 s       | 4             | 13,41 s       | 7             | 7    |

 Springen und Werfen 
| Athleten                | Wettbewerb | Qualifikation | Qualifikation | Finale        | Finale        | Rang |
| Athleten                | Wettbewerb | Weite/Höhe    | Rang          | Weite/Höhe    | Rang          | Rang |
| ----------------------- | ---------- | ------------- | ------------- | ------------- | ------------- | ---- |
| Frauen                  |            |               |               |               |               |      |
| Leontia Kallenou        | Hochsprung | 1,80 m        | 32            | ausgeschieden | ausgeschieden | 32   |
| Männer                  |            |               |               |               |               |      |
| Dimitrios Chondrokoukis | Hochsprung | 2,26 m        | 12            | 2,25 m        | 12            | 12   |
| Kyriakos Ioannou        | Hochsprung | 2,26 m        | 12            | 2,29 m        | 7             | 7    |
| Apostolos Parellis      | Diskuswurf | 63,35 m       | 8             | 63,72 m       | 8             | 8    |

### Radsport

#### Straße
| Athleten           | Wettbewerb    | Zeit      | Rang               |
| ------------------ | ------------- | --------- | ------------------ |
| Frauen             |               |           |                    |
| Andri Christoforou | Straßenrennen | 4:16:24 h | über dem Zeitlimit |

### Schießen
| Athleten          | Wettbewerb | Qualifikation   | Qualifikation | Finale          | Finale        | Ringe/ Scheiben | Rang |
| Athleten          | Wettbewerb | Ringe/ Scheiben | Rang          | Ringe/ Scheiben | Rang          | Ringe/ Scheiben | Rang |
| ----------------- | ---------- | --------------- | ------------- | --------------- | ------------- | --------------- | ---- |
| Frauen            |            |                 |               |                 |               |                 |      |
| Andri Eleftheriou | Skeet      | 64              | 15            | ausgeschieden   | ausgeschieden | 64              | 15   |
| Männer            |            |                 |               |                 |               |                 |      |
| Andreas Chasikos  | Skeet      | 118             | 16            | ausgeschieden   | ausgeschieden | 118             | 16   |

### Schwimmen
| Athleten                  | Wettbewerb          | Vorlauf     | Vorlauf | Halbfinale    | Halbfinale    | Finale        | Finale        | Rang |
| Athleten                  | Wettbewerb          | Zeit        | Rang    | Zeit          | Rang          | Zeit          | Rang          | Rang |
| ------------------------- | ------------------- | ----------- | ------- | ------------- | ------------- | ------------- | ------------- | ---- |
| Frauen                    |                     |             |         |               |               |               |               |      |
| Sotiria Neofytou          | 100 m Schmetterling | 1:02,91 min | 37      | ausgeschieden | ausgeschieden | ausgeschieden | ausgeschieden | 37   |
| Männer                    |                     |             |         |               |               |               |               |      |
| Iacovos Hadjiconstantinou | 400 m Freistil      | 4:03,53 min | 47      | –             | –             | ausgeschieden | ausgeschieden | 47   |

### Segeln
Fleet Race
| Athleten         | Wettbewerb      | Qualifikation | Qualifikation | Medal Race    | Medal Race    | Punkte | Rang |
| Athleten         | Wettbewerb      | Punkte        | Rang          | Punkte        | Rang          | Punkte | Rang |
| ---------------- | --------------- | ------------- | ------------- | ------------- | ------------- | ------ | ---- |
| Männer           |                 |               |               |               |               |        |      |
| Andreas Kariolou | Windsurfen RS:X | 181           | 19            | ausgeschieden | ausgeschieden | 181    | 19   |
| Pavlos Kontides  | Laser           | 92            | 7             | 12            | 6             | 104    | 7    |

### Turnen

#### Gerätturnen
| Athleten        | Wettbewerb       | Qualifikation | Qualifikation | Finale        | Finale        | Rang |
| Athleten        | Wettbewerb       | Punkte        | Rang          | Punkte        | Rang          | Rang |
| --------------- | ---------------- | ------------- | ------------- | ------------- | ------------- | ---- |
| Männer          |                  |               |               |               |               |      |
| Marios Georgiou | Boden            | 13,566        | 57            | ausgeschieden | ausgeschieden | 57   |
| Marios Georgiou | Pauschenpferd    | 14,066        | 40            | ausgeschieden | ausgeschieden | 40   |
| Marios Georgiou | Ringe            | 13,366        | 65            | ausgeschieden | ausgeschieden | 65   |
| Marios Georgiou | Sprung           | 14,733        | 20            | ausgeschieden | ausgeschieden | 20   |
| Marios Georgiou | Barren           | 14,858        | 35            | ausgeschieden | ausgeschieden | 35   |
| Marios Georgiou | Reck             | 14,700        | 22            | ausgeschieden | ausgeschieden | 22   |
| Marios Georgiou | Mehrkampf Einzel | 85,289        | 26            | DNF           | DNF           | DNF  |